# Prix Friedrich-Engels de l'Académie des sciences de la République démocratique allemande
 (mai 2018).
Si vous disposez d'ouvrages ou d'articles de référence ou si vous connaissez des sites web de qualité traitant du thème abordé ici, merci de compléter l'article en donnant les références utiles à sa vérifiabilité et en les liant à la section « Notes et références ».
Le prix Friedrich-Engels de l'Académie des Sciences de la RDA était une récompense scientifique qui a été créée en 1956 et a été attribuée tous les trois ans.  
Le prix a été décerné par l'Académie des Sciences de la RDA « en Reconnaissance des performances scientifiques d'excellence accomplis au service de la Paix, de la Démocratie et du Progrès, dans les domaines de la philosophie, de l'histoire, des sciences politiques, juridiques et économiques, des langues, de la littérature et de l'art ou des disciplines scientifiques apparentées ». 

## Récipiendaires
- 1957 : Auguste Cornu (de) (histoire)
- 1960 : Werner Krauss (de) (études romanistes)
- 1963 : Herwig Förder (de) (histoire)
- 1966 : Heinrich Scheel (histoire)
- 1970 : Jürgen Kuczynski (histoire économique)
- 1970 : Georg Mende (de) (philosophie)
- 1970 : Robert Weimann (de) (études anglaises)
- 1973 : Karl Obermann (histoire)
- 1974 : Werner Bahner (de) (études romanes)
- 1975 : Harry Maier (de) (économie)
- 1978 : Walter Markov (de) (histoire)
- 1981 : Günther Kohlmey (de) (économie)
- 1984 : Helmut Koziolek (de) (économie)
- 1987 : Werner Mittenzwei (de) (études littéraires)
- 1990 : Herbert Hörz (de) (philosophie)